# Kadua lichtlei
Kadua lichtlei ist eine Pflanzenart aus der Gattung Kadua in der Familie der Rötegewächse (Rubiaceae). Sie kommt endemisch nur auf einer Insel der im südlichen Pazifik gelegenen Marquesas-Inseln vor.

## Beschreibung

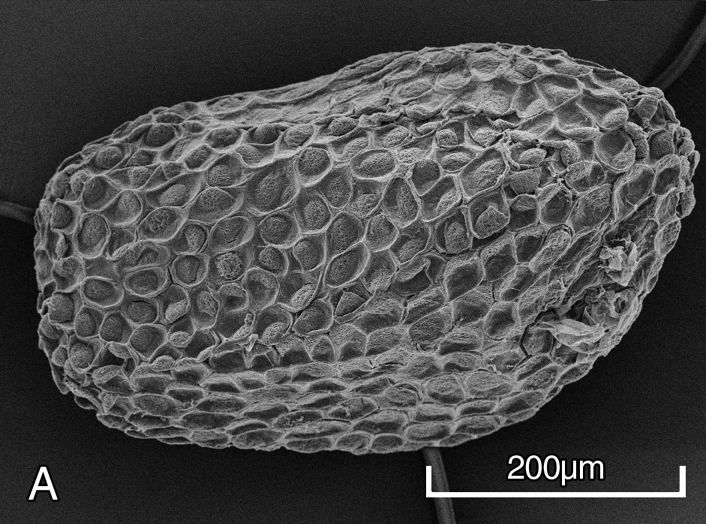
Samen von Kadua lichtlei unter dem Rasterelektronenmikroskop

### Vegetative Merkmale
Kadua lichtlei wächst als mäßig verzweigter Strauch oder kleiner Baum, der Wuchshöhen von bis zu 4 Meter erreichen kann. Mit Ausnahme der Blütenstände sind alle Triebe unbehaart. Die 0,3 bis 0,35 Zentimeter dicken Zweige sind oft niederliegend. Die dunkelbraune Borke ist glatt bis gerillt.
Die gegenständig an den Zweigen angeordneten Laubblätter sind in einen Blattstiel und eine Blattspreite gegliedert. Der geflügelte Blattstiel ist 0,5 bis 2 Zentimeter lang. Die einfache, papierartige Blattspreite ist bei einer Länge von 3 bis 17,5 Zentimetern sowie einer Breite von 1,8 bis 11,5 Zentimetern breit eiförmig über breit elliptisch und breit verkehrt-eiförmig-elliptisch bis annähernd kreisförmig. Die Spreitenbasis läuft spitz bis stumpf zu, die kurz zugespitzte Spreitenspitze ist stumpf oder abgerundet und der Spreitenrand ist ganzrandig. Die glänzend dunkelgrüne Blattoberseite ist genauso wie die hellgrüne Unterseite kahl. Von jeder Seite des grünlich weißen Blattmittelnerves zweigen sechs bis elf Seitennerven ab. Die interpetiolaren, gelegentlich auch intrapetiolaren Nebenblätter ähneln den Laubblättern, sind mit der Basis des Blattstieles verwachsen und bilden dadurch eine Blattscheide mit einer spitz zulaufenden Spitze. Die breit-dreieckige Blattscheide ist 1,5 bis 3 Millimeter lang und 3 bis 7 Millimeter breit.

### Generative Merkmale
Bei Sammlungen im Juni befanden sich die Blüten noch in der Knospe während im Dezember blühende Exemplare gesehen wurden. Früchte wurden ebenfalls im Juni und im Dezember gesichtet, wobei es sich bei Letzteren bereits um ältere Früchte handelte.
Die endständigen, dreifach verzweigten, zymösen rispen- oder schirmrispigen Blütenstände werden 6,5 bis 14 Zentimeter lang und 9 bis 12 Zentimeter breit. Der Blütenstandsstiel ist, sofern vorhanden 3 bis 4 Zentimeter lang. Die Blütenstände enthalten 80 bis 300 aufsitzende, seltener auch gestielte Einzelblüten. Die Blütenstiele werden bis zu 0,4 Zentimeter lang.
Die zwittrigen Blüten sind radiärsymmetrisch sind vierzählig. Der breit verkehrt-eiförmig bis verkehrt-kegelförmige Blütenbecher wird 1 bis 1,8 Millimeter lang und 1,2 bis 1,6 Millimeter breit. Er weist eine warzige Oberfläche auf und ist grün gefärbt. Die Kelchblätter sind miteinander zu einer 0,2 bis 0,4 Millimeter langen und kahlen Kelchröhre verwachsen. Die vier bis fünf unbehaarten Kelchlappen sind bei einer Größe von 0,2 bis 0,5 Millimetern dreieckig geformt. Die Kronblätter sind stieltellerförmig miteinander verwachsen. Die grüne und unbehaarte Kronröhre erreicht eine Länge von 1,8 bis 2,2 Millimeter sowie einen Durchmesser 1 bis 1,3 Millimeter erreicht. Die vier weißen Kronlappen sind bei einer Länge von 1,5 bis 2 Millimetern sowie einer Breite von 1,3 bis 1,6 Millimetern dreieckig bis eiförmig und haben an der Spitze ein kleines, zurückgebogenes Anhängsel. Die runzelige Oberfläche der Kronlappen ist behaart. Die Staubblätter sind nahe am Grund der Kronröhre inseriert. Die vier ungestielten und an der Basis zweifach gelappten Staubbeutel sind elliptisch und werden 0,7 bis 1,4 Millimeter lang. Der zweifach gelappte Griffel ist rund 1,5 Millimeter lang und Narbe wird etwa 0,5 Millimeter groß.
Die dunkelbraunen und kahlen Kapselfrüchte sind bei einer Länge von 0,4 bis 0,5 Zentimeter und einer Dicke von 0,35 bis 0,4 Zentimeter breit verkehrt-eiförmig bis annähernd kugelig geformt. Die abgerundete oder konisch zulaufende Spitze der Kapselfrüchte unterteilt sich in vier Segmente. Jede der Früchte enthält etwa 200 braune Samen, welche 0,5 bis 0,6 Millimeter lang und 0,35 bis 0,4 Millimeter breit werden. Sie sind über eiförmig und elliptisch bis unregelmäßig geformt und die Samenschale ist von einem unregelmäßigen Netzmuster überzogen. Die Samen weisen zudem ein punktförmiges Hilum auf.

## Verbreitung
Das natürliche Verbreitungsgebiet von Kadua lichtlei liegt auf den Marquesas-Inseln im südlichen Pazifik. Kadua lichtlei ist ein Endemit, der nur auf der Insel Ua Huka vorkommt. Soweit bisher bekannt umfasst dieses mehrere Felswände in der Region um Hokatu, welche sich über das Dorf Hane erheben.
Kadua lichtlei gedeiht in Höhenlagen von etwa 520 Metern. Diese Art wächst dort im feuchten Buschland und in der krautigen Vegetation auf Felswänden aus Basalt und felsigen Terrain. Unterhalb der Felswände befinden sich feuchte Wäldern, in denen unter anderem der Lindenblättrige Eibisch (Hibiscus tiliaceus), Freycinetia impavida und Pandanus tectorius sowie verschiedene Arten von Alyxia, Zweizähnen (Bidens), Ramiepflanzen (Boehmeria), Macropiper, Maytenus, Miscanthus, Morinda, Peperomien (Peperomia), Phyllanthus, Xylosma und verschiedene Gefäßsporenpflanzen vorkommen.

## Taxonomie
Die Erstbeschreibung von Kadua lichtlei erfolgte 2011 durch David H. Lorence und Warren L. Wagner in PhytoKeys. Das Artepitheton lichtlei ehrt den Bürgermeister der Gemeinde Ua Huka, Léon Lichtle, welcher sich um Erhaltung der Flora und Fauna der Insel verdient gemacht sowie Forscher unterstützt hat.